# Красная Тайга (деревня)
Кра́сная Тайга́ — деревня в Ижморском районе Кемеровской области. Входит в состав Красноярского сельского поселения.

## География
Центральная часть населённого пункта расположена на высоте 244 метров над уровнем моря.

## Население
По данным Всероссийской переписи населения 2010 года, в деревне Красная Тайга проживает 138 человек (66 мужчин, 72 женщины).